# 島田球場
島田球場（しまだきゅうじょう）、島田第2球場（しまだだい2きゅうじょう）は静岡県島田市にある市営野球場。

## 概要
いずれも1980年開場。島田市横井四丁目にある。

## 施設概要
島田球場
鉄筋コンクリート造
- グラウンド面積：12,429m2
- 両翼：91m、中堅：118m
- 内野：黒土、外野：高麗芝
- 照明塔6基
- 収容人員16000人（外野芝生席:9,200人、内野座席:6,800人、身障者用席：車いす4台）
- 主な試合
  - 全国高等学校野球選手権静岡大会
  - プロ野球公式戦（1980年10月18日の中日対ヤクルト「ダブルヘッダー」。第1試合中日主催、第2試合ヤクルト主催

※本来はヤクルト主催の1試合のみの予定だったが、前日の10月17日に同じ組み合わせでナゴヤ球場で行われるはずだった中日主催試合が中止となったため、やむを得ず変則ダブルヘッダーとする形をとった）

島田第2球場
- グラウンド面積：9,336m2
- 両翼：91m、中堅：118m
- 内野：黒土、外野：高麗芝
- スタンド、照明なし
- 硬式不可　軟式野球・ソフトボールは利用可

## アクセス
- JR東海道線島田駅から徒歩10分。
- 東名高速道路吉田ICから車で約15分。
- 新東名高速道路島田金谷ICから車で約15分。